# Alnsjön

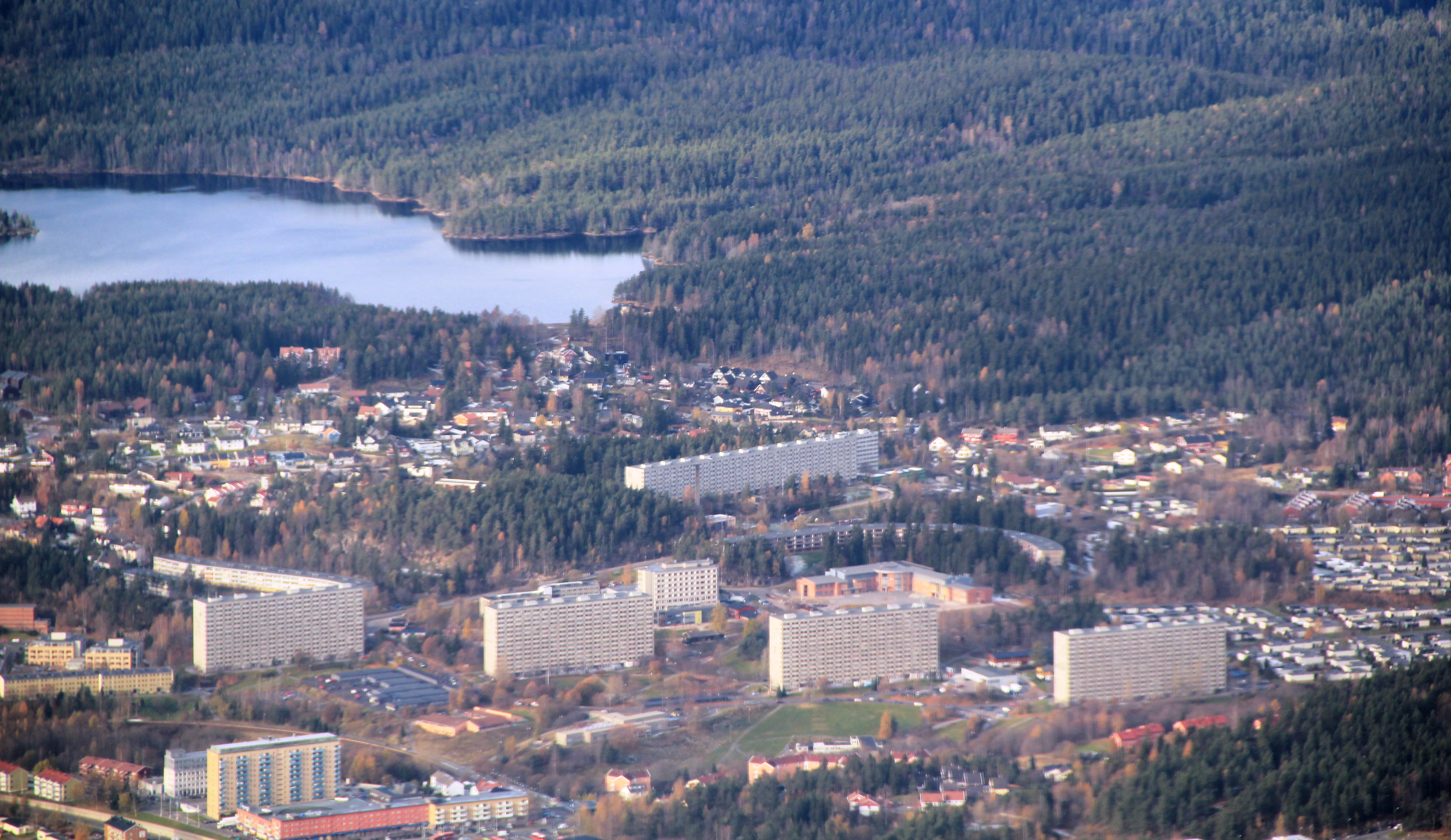
Alnasjön med Ammerud i förgrunden

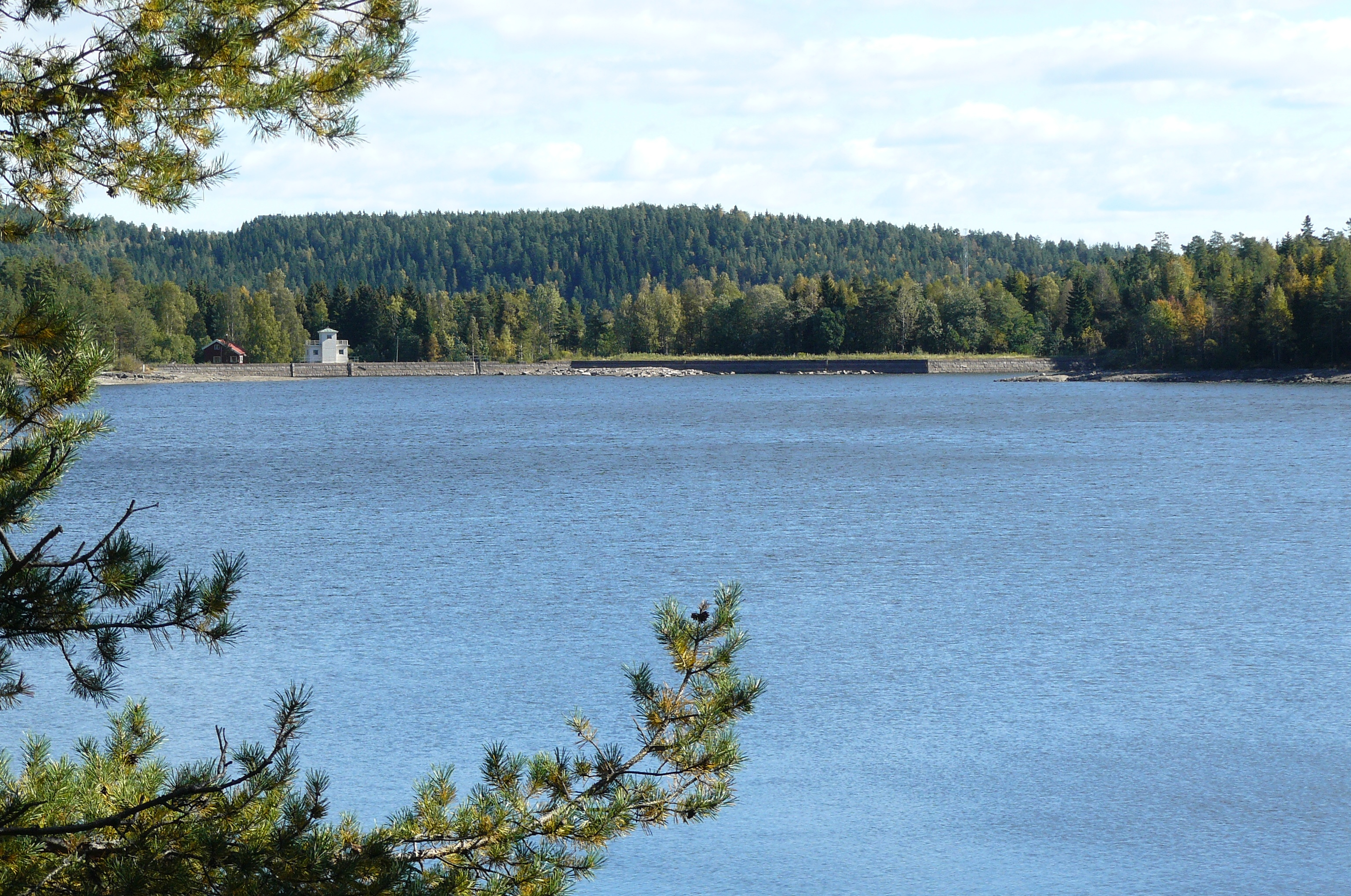
Alnsjön

Alnsjön (tidigare Alunsjøen) är en norsk damm och vattenresovoir, som ligger 237 meter över havet i Lillomarka i norra Oslo. Sjön har varit dricksvattentäkt för Oslo sedan 1930. Sjön är dämd och regleras av förvaltningen Vannforsyning og behandling av avløpsvannet i Oslo. Alnsjöns utlopp är Alnaelva, som rinner genom Ammerud, och ned i Groruddalen, där den följer Alnaparken och rinner ut i Oslofjorden.
År 2003 konstaterades att dammen hade ett bra bestånd av flodkräftor. Det bedömdes viktigt att säkerställa ett jämnt vattenstånd.

## Friluftsliv
Alnsjön ligger i ett område som används för friluftsliv och rekreation. För att skydda dricksvattnet mot förorening är Alnsjön instängslad. Under vinterhalvåret öppnas ett antal grindar i stängslet och skidspår tillåts över dammens frusna vatten och in över Lillomarka.
Sjön har varit dämd sedan 1700-talet. I likhet med andra små sjöar och dammar i Oslos omgivning har också Alnsjön varit viktig för uppsågning av hushållsis. Både fiske och bad var vanliga aktiviteter. År 1930 blev sjön avsatt som dricksvattenkälla. En ny damm byggdes samma år och förbud infördes för fiske och bad. Lokalbefolkningen krävde då att Vesletjern en bit västerut skulle göras tillgängligt för bad. Också den sjön var viktig för isdrift och blev inte uppdämd och tillgängliggjord för bad förrän 1960.

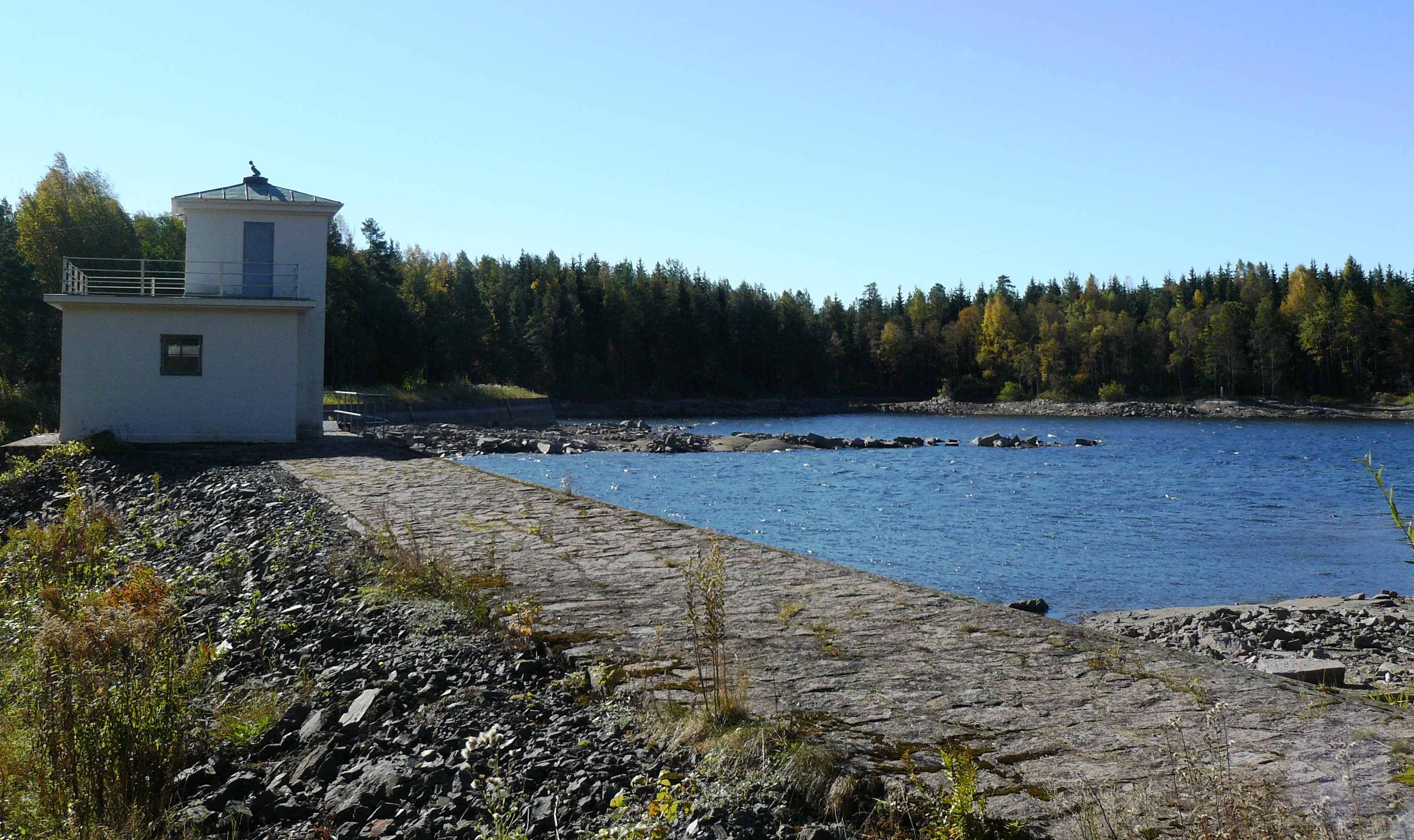
Alnsjødammen